# Ventona-Trans Kft.
A Ventona-Trans Kft. egy 1996-ban alapított, autóbuszos személyszállítással foglalkozó vállalat. 2013 óta Dunaharaszti város helyijáratos közlekedését látja el.

## Története
1991. február 25-én megalakult Dunaharaszti helyi közlekedését ellátó családi vállalkozás a Nexus Kft. Az akkor még egy vonalból álló hálózatot idővel bővíteni kezdték, 1996. december 1-jétől egy újabb, majd 2003. január elsejétől még két új helyi autóbusz-járat indult. A 2003-as hálózati bővítés során a HÉV állomás–Knézich utca vonalon a járatsűrűség 20 perc lett, az autóbusz-járatokat számjelzéssel látták el.
A Ventona Kft. 2007-ben nevet változtatott Ventona-Trans Kft-re, ezután a szerződéses- és különjáratokat is indítanak.
A Ventona-Trans Kft. a Dunaharaszti tömegközlekedésének ellátása mellett szerződéses és különjárati személyszállítással foglalkozik. Járművek között megtalálhatóak alacsonypadlós, illetve különjárati autóbuszok egyaránt. 

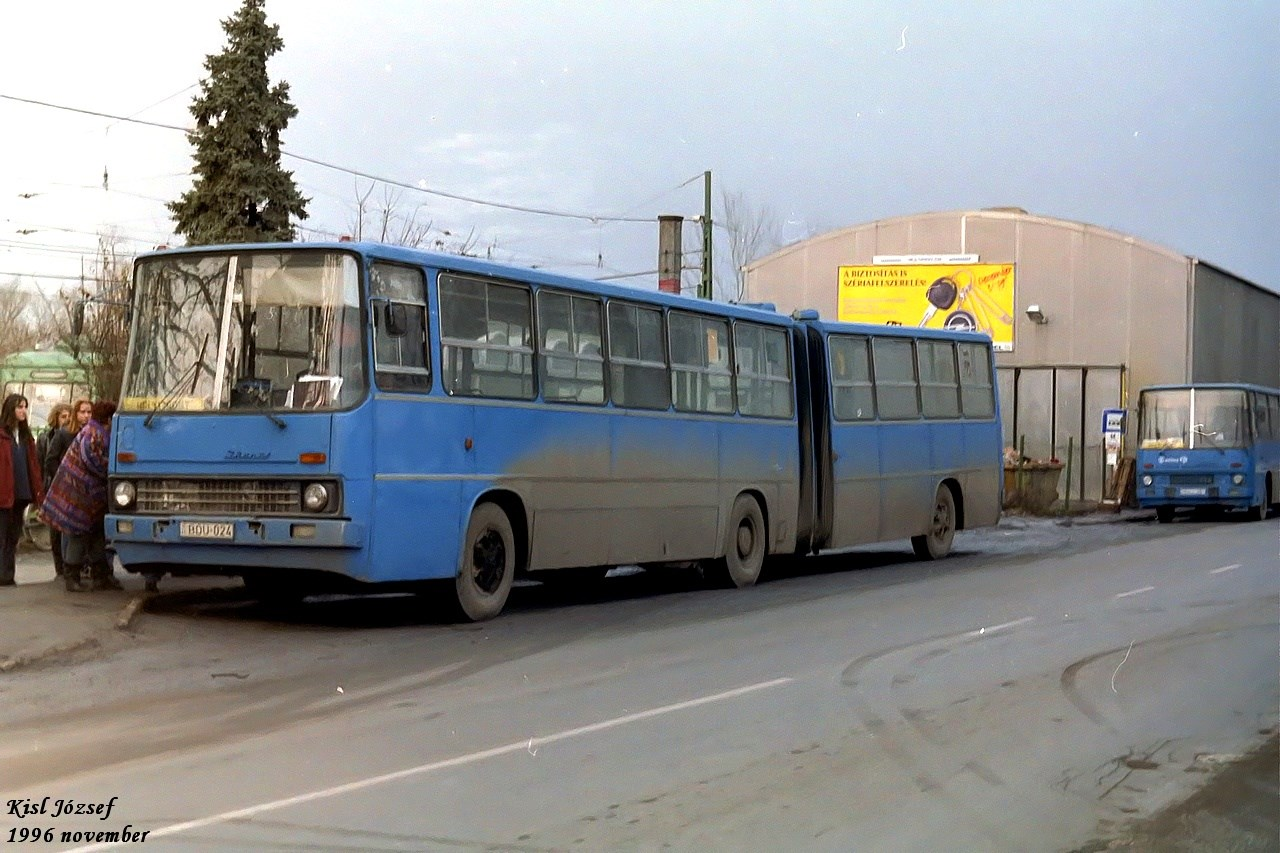
Egy Dunaharaszti helyi Ikarus 280-as 1996-ban.

### Dunaharaszti közlekedése
1991. februárjában a Dunaharaszti önkormányzat pályázatot írt ki a helyi tömegközlekedés ellátására amelynek határideje 1991. február 25.-e volt. 1991. február 25-től a Dunaharaszti helyi autóbusz-járatokat Pest megyében harmadikként magánvállalat működtette. Ekkortól jelennek meg a kékre festett Ikarus buszok, amely a későbbi Ventona-Trans Kft. flottaszíne lesz. Ekkortól elindul az Alsónémedibe és Dabasra közlekedő helyközi járat.

2013-ban Dunaharaszti önkormányzatának kérésére a városi helyi járatos autóbuszainak és útvonalainak üzemeltetője lett, de más településeken a vállalat foglalkozik TESCO- és nemzetközi, valamint szerződéses járatok üzemeltetésével is.  

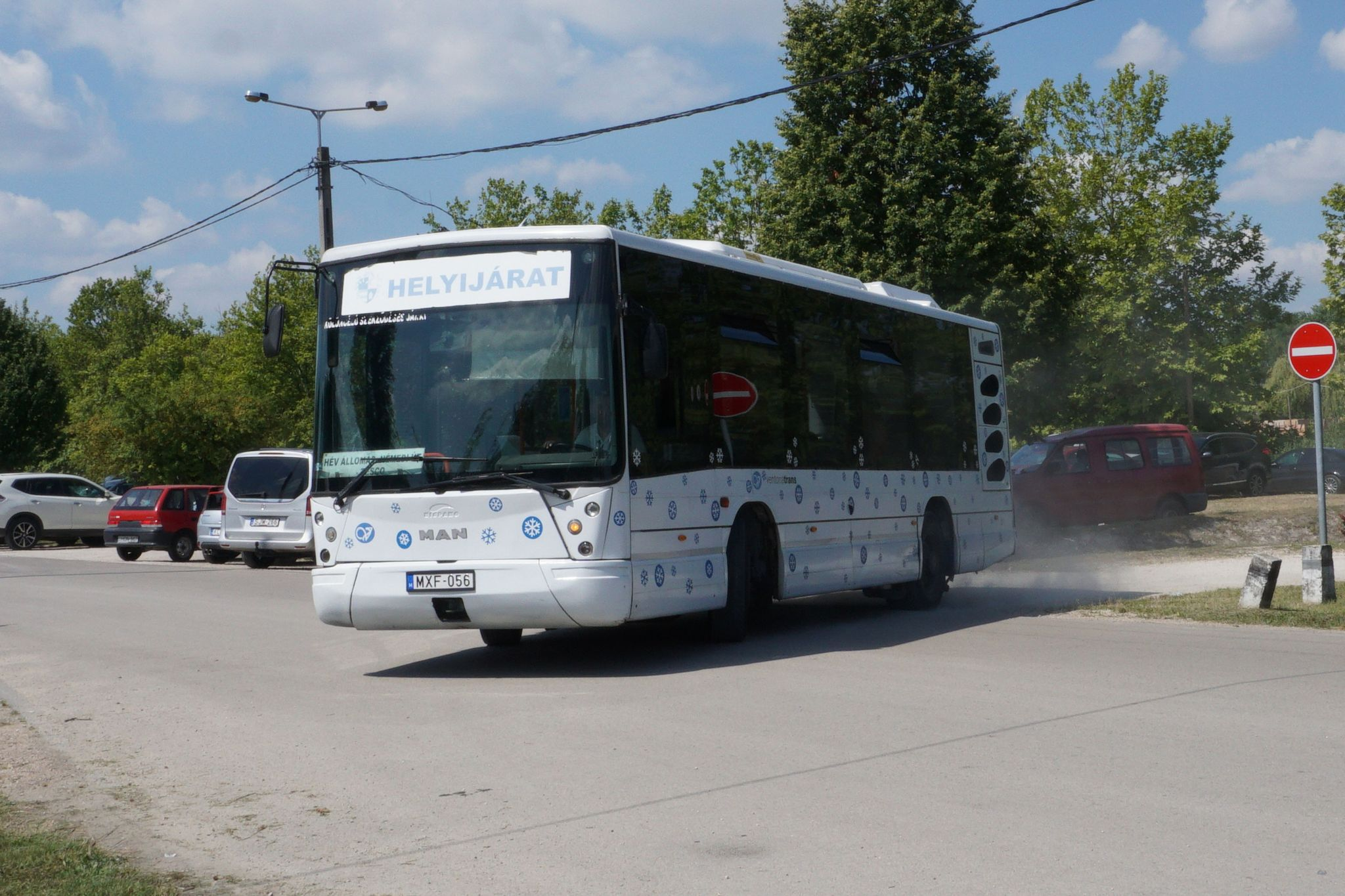
Dunaharaszti helyi járatos busz

2023. november 13. óta új, Euro6-os besorolású motoros Iveco-Feniksbus FBI83 típusú midibuszokat állítottak forgalomba Dunaharasztiban.

### TESCO-járatok
2008-ban ingyenes TESCO vásárlói járatok indulnak az ország több pontján, több kisebb településen helyijárat funkciót is ellátva. A TESCO által finanszírozott vásárlói autóbusz-járatok célja az volt, hogy az emberek ingyenesen utazhassanak el az áruházakba.

## Autóbusz-járatok

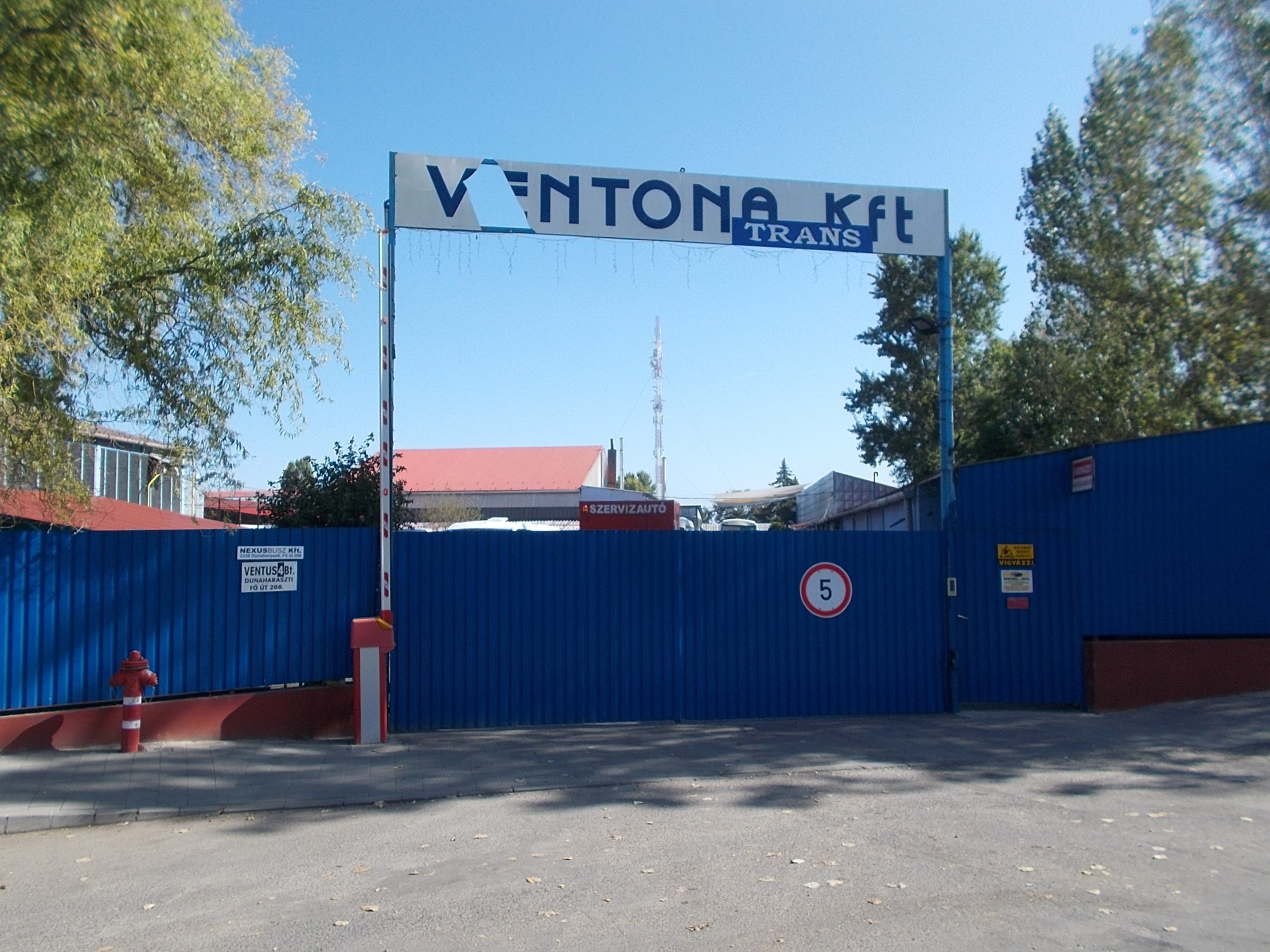
Ventona-Trans telep, 2019-ben.

1, 1Y, 2, 3, 4 Dunaharaszti helyijárat

## Megszűnt TESCO-járatok
A Ventona-Trans Kft. 2017-ig sok TESCO áruházhoz üzemeltetett menetrendszerinti vásárlói autóbusz-járatot az ország minden pontján.

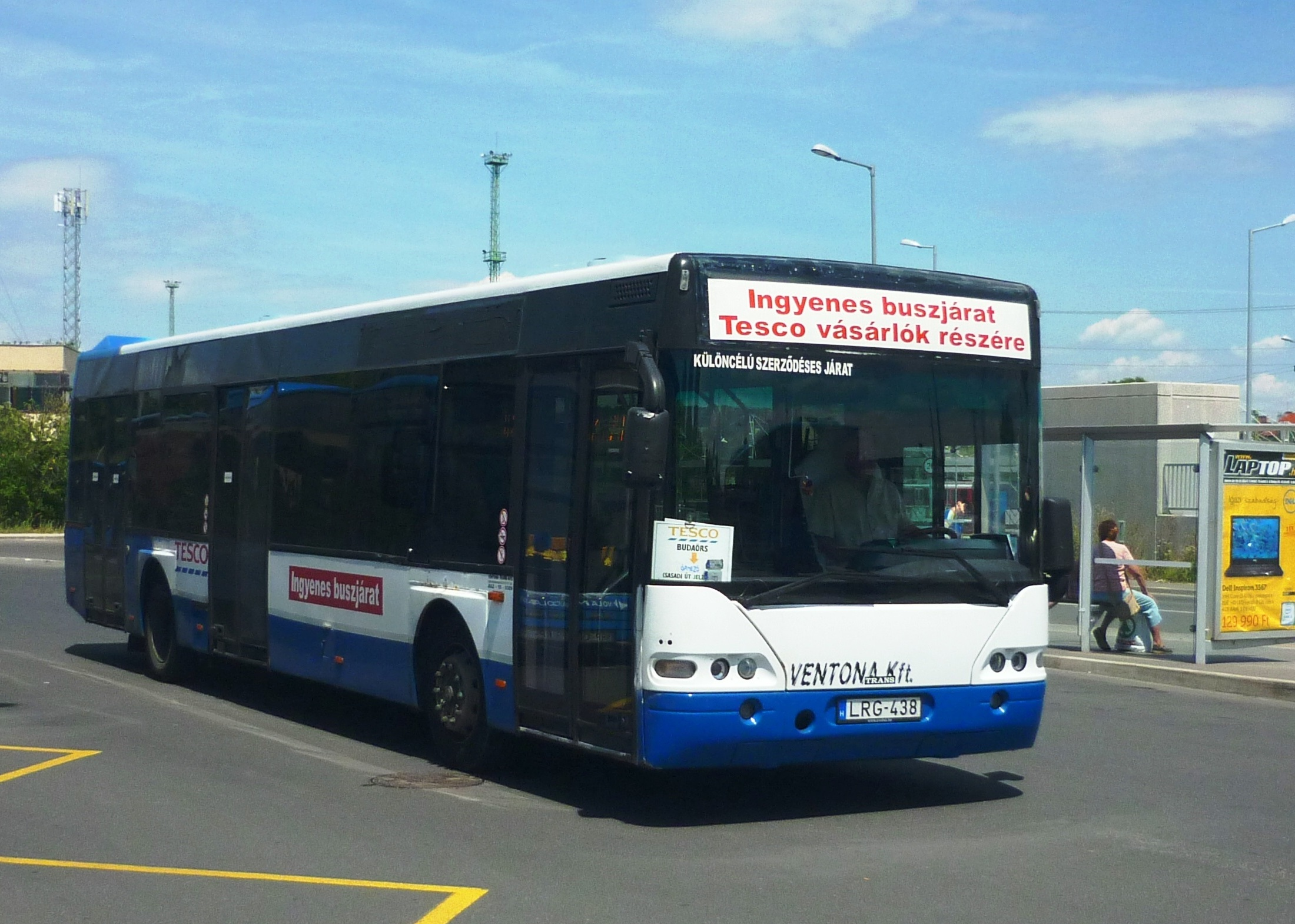
Ventonás TESCO busz Budaörsön, 2017-ben.

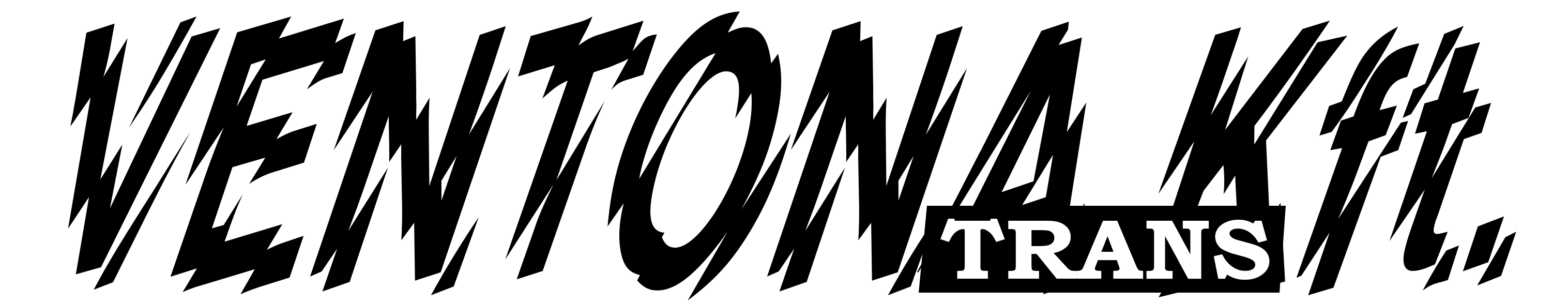
A Ventona-Trans Kft régi logója.

- TESCO Abony
- TESCO Baja
- TESCO Budapest, Bécsi út

- TESCO Budapest, Csepel
- TESCO Budapest, Megapark
- TESCO Budapest, Váci út
- TESCO Bicske
- TESCO Budaörs
- TESCO Dunakeszi - Fót
- TESCO Dunakeszi - Göd
- TESCO Gödöllő
- TESCO Jászberény
- TESCO Marcali
- TESCO Mezőkövesd
- TESCO Monor
- TESCO Nagyatád
- TESCO Nyírbátor
- TESCO Pécs
- TESCO Sárbogárd
- TESCO Sopron
- TESCO Szerencs
- TESCO Vác